# تپه قلیچ اولیاء
تپه قلیچ اولیاء مربوط به عصر آهن است و در شهرستان گنبد کاووس، بخش مرکزی، روستای ملا علی تپه واقع شده و این اثر در تاریخ ۱۰ خرداد ۱۳۸۲ با شمارهٔ ثبت ۸۸۴۵ به‌عنوان یکی از آثار ملی ایران به ثبت رسیده است.